# Неопсиходелия
Неопсиходелия (от англ. Neo-psychedelia) — жанр психоделической музыки, черпающий вдохновение в звучании психоделии 1960-х годов, либо подражая звучанию той эпохи, либо применяя его дух к новым стилям. Иногда он добивается успеха в мейнстримовой поп-музыке, но обычно исследуется в рамках альтернативной музыки и андеграундных сцен.
Неопсиходелия впервые появилась в конце 1970-х годов как ответвление британской постпанк-сцены, где она также была известна как эйсид-панк. Принс исследовал неопсиходелические элементы в своей успешной музыке середины 1980-х годов. Неопсиходелическая волна британского альтернативного рока в 1980-х годах породила поджанры дрим-попа и шугейзинга. Неопсиходелия может также включать в себя набеги на психоделический поп, джэнгл-поп, сильно искаженные джемы свободной формы или эксперименты со звукозаписью.

## Характеристики
Неопсиходелические исполнители упорно заимствуют различные элементы из психоделической музыки 1960-х годов. Некоторые подражали психоделической поп- и рок-музыке таких групп, как The Beatles и ранних Pink Floyd, в то время как другие перенимали гитарный рок под влиянием The Byrds или искаженные джемы свободной формы и звуковой экспериментализм 1960-х годов, причем такие группы, как Red Krayola, были точкой отсчета для последних. Некоторые неопсиходелические группы были явно сосредоточены на употреблении наркотиков и опыте, и, как и движение эйсид-хаус той же эпохи, вызывали преходящие, эфемерные и трансовые переживания.
Несколько групп использовали неопсиходелические элементы или исполняли неопсиходелику для сопровождения сюрреалистических или политических текстов песен. По мнению автора Эрика Морса, «звуки американской неопсиходелии подчеркивали скрытые грани авангардного рока, объединяя мимолетные текстуры с неизменной басовой линией, создавая «тяжелую» металлическую атмосферу, контрастирующую с напевной филигранностью британской психоделии».

## История

### Конец 1970-х: появление неопсиходелии (эйсид-панка).
Психоделический рок пошёл на спад к концу 1960-х, поскольку группы распадались или переходили к новым формам музыки, включая хеви-метал и прогрессивный рок. Подобно психоделическим разработкам конца 1960-х, панк-рок и новая волна в 1970-х бросили вызов истеблишменту рок-музыки. В то время термин «новая волна» использовался взаимозаменяемо с зарождающимся взрывом панк-рока. В 1978 году журналист Грег Шоу классифицировал подмножество музыки новой волны как «неопсиходелию», ссылаясь на Devo, «в какой-то степени... (они) новые любимцы прессы и лиц, формирующих общественное мнение новой волны, но при этом ничто в них даже отдаленно не является „панком“». Шоу писал, что в Англии неопсиходелия была известна как «эйсид-панк», отмечая, что «саморекламирующаяся группа «психоделического панка» The Soft Boys [была] объектом пристального внимания нескольких крупных лейблов». Группа Chrome из Сан-Франциско в то время называла себя «эйсид-панком». По словам участника Chrome Гелиоса Крида, музыкальные журналисты в то время считали около десяти групп, включая Chrome, Devo и Pere Ubu, группами эйсид-панка: «Они не хотели называть это психоделией, это была психоделия Новой волны».
К 1978–79 годам новая волна считалась независимой от панка и пост-панка (последний изначально был известен как «новая музыка»). Автор Клинтон Хейлин отмечает вторую половину 1977 года и первую половину 1978 года как «истинную отправную точку для английского пост-панка». Некоторые группы инди-музыки, включая The Soft Boys, The Teardrop Explodes, Wah! и Echo & the Bunnymen, стали основными фигурами неопсиходелии.

### 1980-е — 1990-е

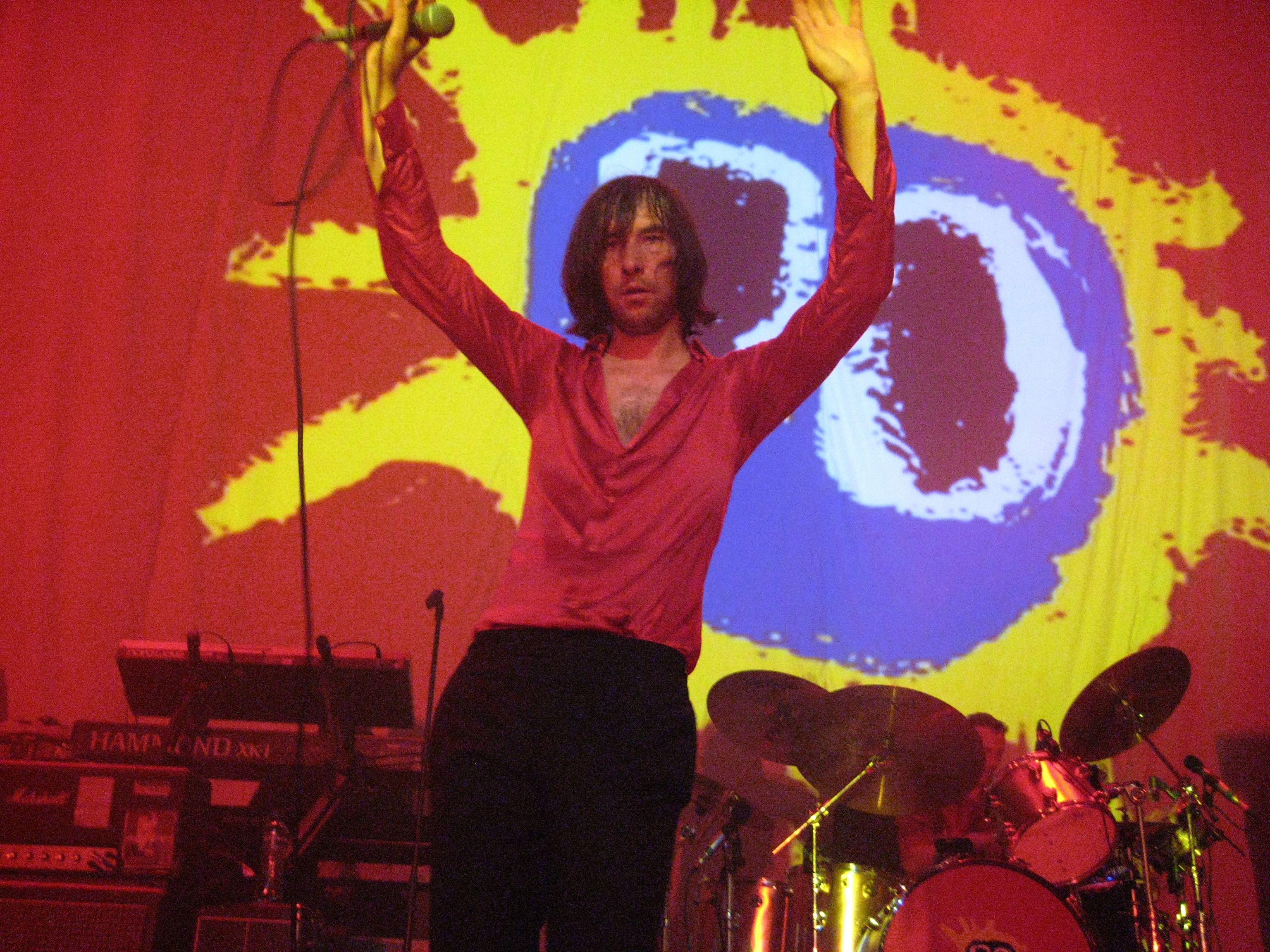
Группа Primal Scream во время концерта в Амстердаме (2011). Они создали звучание, которое смешало инди-поп, кантри-баллады, техно, даб и психоделию в альбоме Screamadelica (1991), который сломал музыкальные границы между инди-роком и танцевальной музыкой и сделал их мировыми звездами.

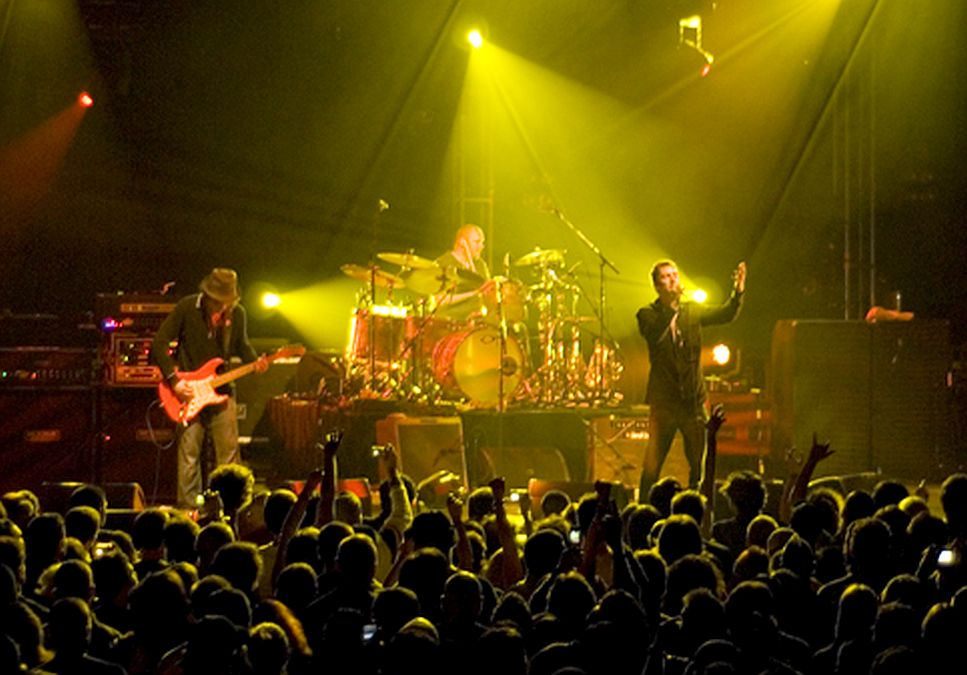
Группа The Verve во время концерта в Нью-Йорке (2008). Провидцы атмосферного неопсиходелического направления, которые превратились в хрестоматийных альтернативных рокеров благодаря оглушительному успеху «Bitter Sweet Symphony» (1997).

В начале 1980-х годов Siouxsie and the Banshees создали «экзотический неопсиходелический поп» с приходом гитариста Джона Макгиоха. Движение Пейсли-андеграунд начала 1980-х годов последовало за неопсиходелией. Зародившись в Лос-Анджелесе, движение включало в себя ряд молодых групп, на которых повлияла психоделия конца 1960-х годов, и все они переняли различные ее элементы, а термин «Пейсли-андеграунд» позже был расширен и включил в себя других музыкантов из-за пределов города, которые исследовали те же влияния и методы написания песен.
В 1980-х и 1990-х годах время от времени появлялись мейнстримовые исполнители, которые баловались неопсиходелией, включая работы Принса середины 1980-х и некоторые работы Ленни Кравица 1990-х годов, но неопсиходелия в основном была сферой альтернативных и инди-рок-групп. Жанр этериал-вейв появился в начале 1980-х благодаря группам, связанным с британским лейблом 4AD, наиболее известными из которых были Cocteau Twins, This Mortal Coil и A.R. Kane. Позднее такие британские исполнители, как My Bloody Valentine, Slowdive и Lush, а также американские Galaxie 500, Julee Cruise и Mazzy Star выпустили значимые альбомы в жанрах дрим-поп/шугейз, развившихся из этериал-вейва. В конце 1980-х годов зародился шугейзинг, который, среди прочего, черпал вдохновение в психоделии 1960-х годов. Рейнольдс назвал это движение «нашествием размытых неопсиходелических групп» в статье 1992 года в The Observer.
AllMusic утверждает: «За исключением движения Пейсли-андеграунд начала 80-х и коллектива Elephant 6 конца 1990-х (The Apples in Stereo, Beulah, Circulatory System, Elf Power, The Minders, Neutral Milk Hotel, of Montreal, The Olivia Tremor Control), большинство последующих неопсиходелий возникло из изолированных эксцентриков и возрожденцев, а не из сплоченных сцен». Далее они ссылаются на некоторых из наиболее выдающихся, по их мнению, артистов: The Church, The Bevis Frond, Spacemen 3, Робин Хичкок, Mercury Rev, The Flaming Lips и Super Furry Animals. По словам Джеффа Телрича из Treblezine: «Primal Scream подготовил танцпол [неопсиходелии]. The Flaming Lips и Spiritualized перенесли ее в оркестровые сферы. А Animal Collective — ну, они, в общем-то, сделали что-то свое».

### 2000-е — 2010-е
Фокус неопсиходелии сместился в 2000-х годах, с более широким использованием электронных инструментов, синтезаторов и эффектов такими артистами, как Broadcast и, позднее в этом десятилетии, Fuck Buttons. В то же время Ариэль Пинк и Джеймс Ферраро определили ответвление неопсиходелии, которое стало известно как Гипнагогический поп, чей грязный, lo-fi звук отсылал к 1980-м годам. Еще одной ключевой фигурой неопсиходелии 2000-х и 2010-х годов была группа Animal Collective, чье эклектичное звучание черпало вдохновение из психоделического фолка, прежде чем сместиться в более экспериментальное, электронное направление, которое часто раздвигало границы жанра за пределы его поп- и рок-корней.
В 2010-х годах неопсиходелия продолжала оставаться силой в альтернативной и даже популярной музыке, поскольку такие артисты, как MGMT и Tame Impala, добились большого успеха. Более электронная сторона жанра также оказала большое влияние на подъем чиллвейв, который в свою очередь повлиял на мечтательное, перегруженное реверберацией звучание клауд-рэп.

## Представители
Журнал Treblezine опубликовал список из 10 самых лучших альбомов неопсиходелии:
- Echo & the Bunnymen – Crocodiles (1980)
- Spacemen 3 – The Perfect Prescription (1987)
- The Church – Starfish (1988)
- Mercury Rev – Yerself Is Steam (1991)
- Primal Scream – Screamadelica (1991)
- Spiritualized – Ladies and Gentlemen We Are Floating in Space (1997)
- The Flaming Lips – The Soft Bulletin (1999)
- The Olivia Tremor Control – Black Foliage Animation Music Vol. 1 (1999)
- Animal Collective – Merriweather Post Pavilion (2009)
- Tame Impala – Lonerism (2012)